# Montreuil-au-Houlme
Montreuil-au-Houlme település Franciaországban, Orne megyében. Lakosainak száma 127 fő (2022. január 1.). Montreuil-au-Houlme Les Yveteaux, Faverolles, La Lande-de-Lougé, Lougé-sur-Maire, Rânes és Saint-Hilaire-de-Briouze községekkel határos.

## Népesség
A település népességének változása:
| Lakosok száma | 135  | 139  | 140  | 134  | 132  | 131  | 129  | 128  | 127  |
|               | 2013 | 2015 | 2016 | 2017 | 2018 | 2019 | 2020 | 2021 | 2022 |